# Hoàng tộc Triều Tiên

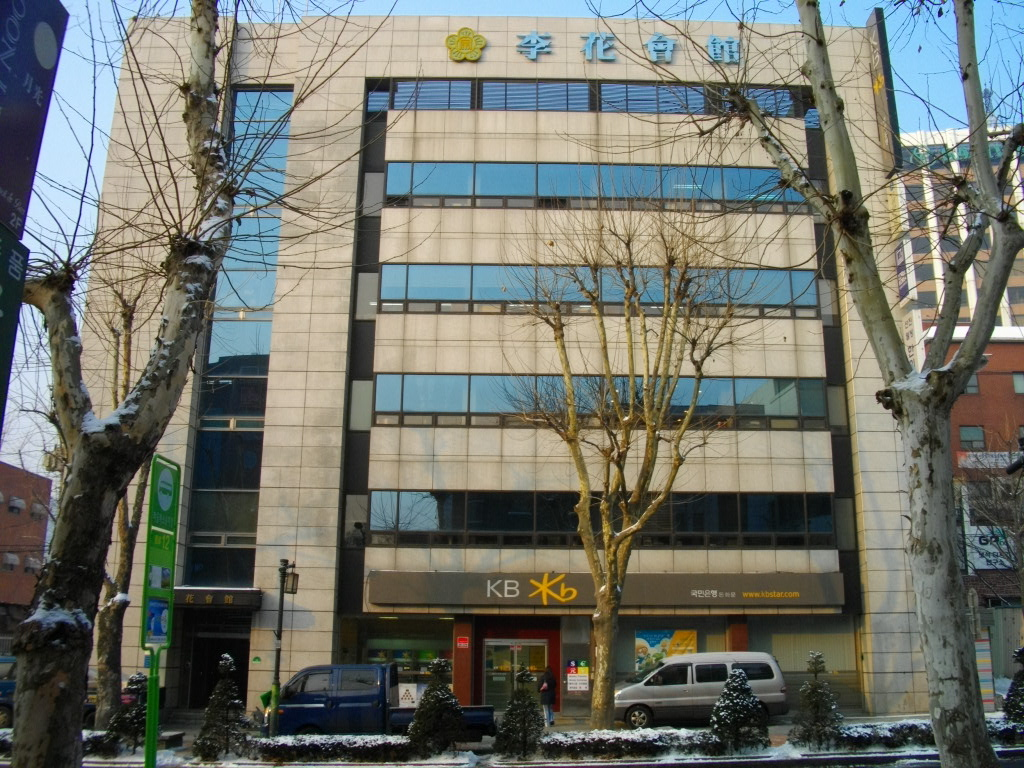
Trụ sở chính của Hiệp hội Gia đình Hoàng gia Lý Jeonju tại Seoul, Hàn Quốc

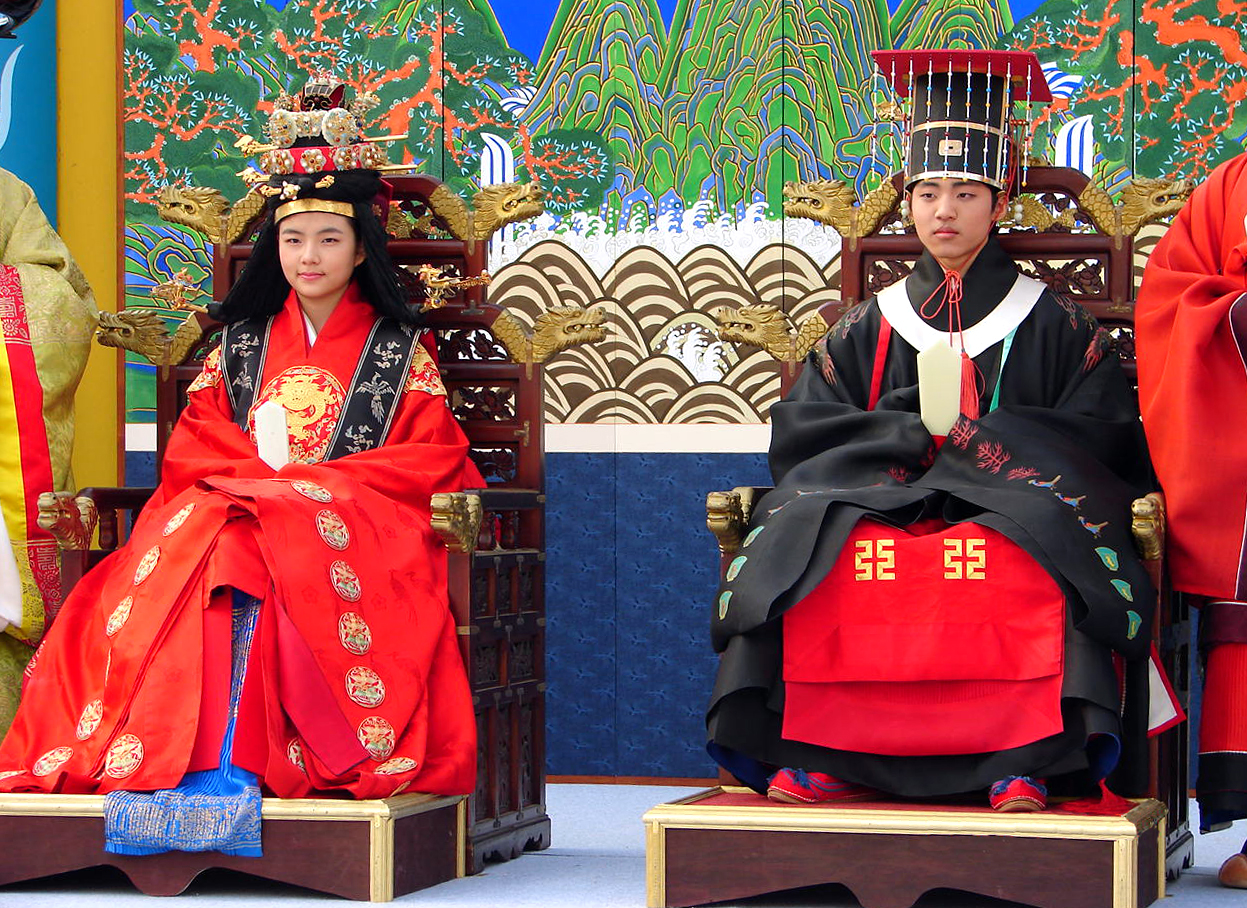
Một lễ cưới truyền thống của Hoàng gia Hàn Quốc được tái hiện

Nhà Lý (Yi) hay Hoàng tộc Triều Tiên là những nhân vật hoàng gia đứng đầu nhà Triều Tiên và Đế quốc Đại Hàn. Tất cả họ đều là con cháu cùng hậu duệ của người sáng lập nhà Triều Tiên Lý Thành Quế.
Sau khi bán đảo Triều Tiên bị sáp nhập vào Đế quốc Nhật Bản, rất nhiều thành viên gia tộc Lý đã trở thành thành viên của Hoàng gia Nhật Bản cùng nhiều gia tộc quyền quý khác của Nhật thông qua các cuộc hôn nhân. Vì lý do này mà về sau, chính phủ Hàn Quốc đã không công nhận địa vị của họ trong các vấn đề lịch sử và văn hóa. Tuy nhiên, họ vẫn thường xuyên thu hút sự chú ý của giới truyền thông Hàn Quốc; với lần gần đây nhất là vào tháng 7 năm 2005 trong tang lễ của Hoàng tử Lý Cửu, cựu lãnh đạo gia đình hoàng gia.